# 斯萊尼河
斯萊尼河（River Slaney）是愛爾蘭的一條河流，位於倫斯特省，流經威克洛郡、卡洛郡以及韋克斯福德郡。總長117.5公里。

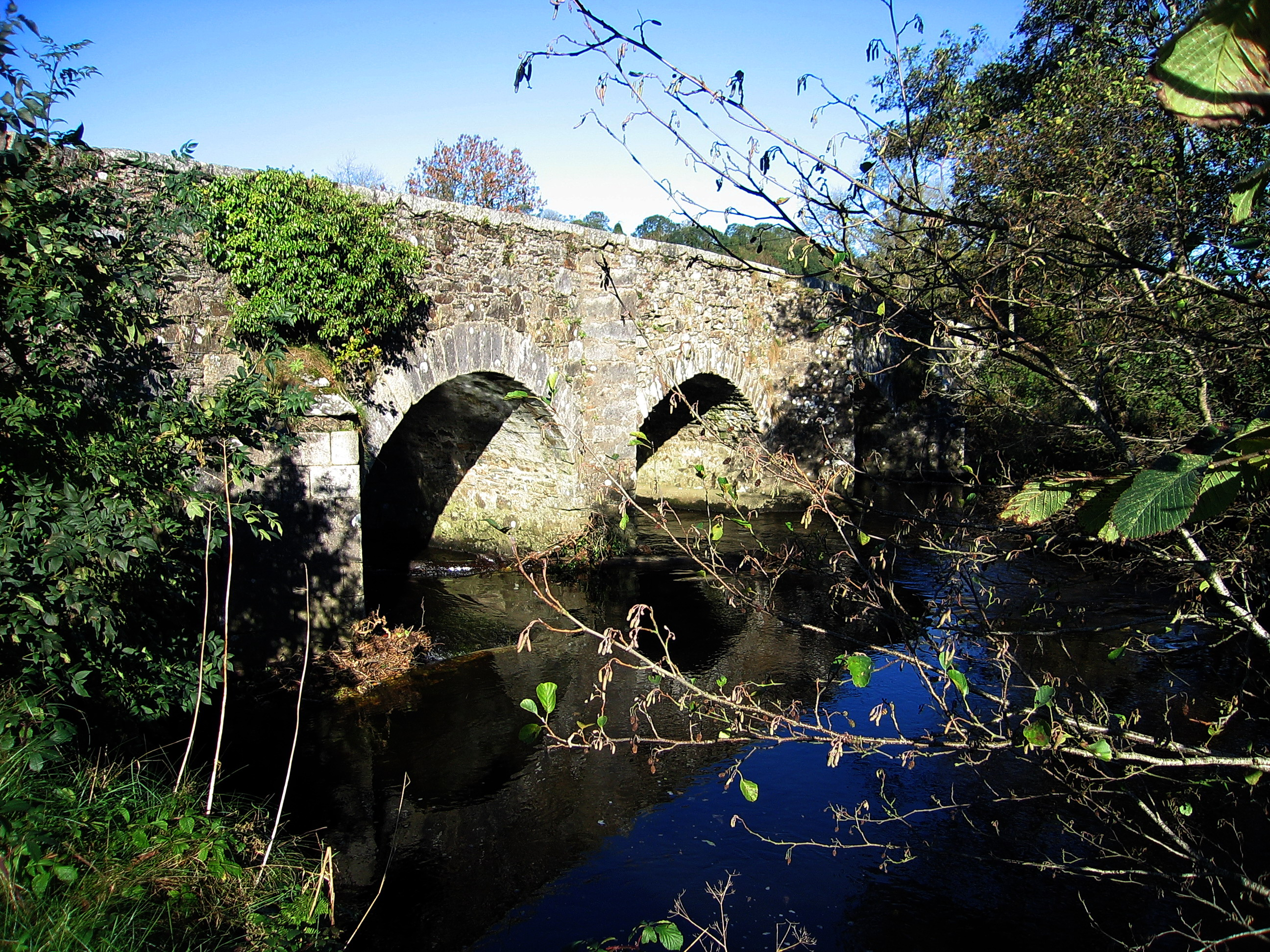
斯萊尼河

斯萊尼河發源自威克洛山脈，往南流經巴爾廷格拉斯、恩尼斯科西等城鎮，最終在韋克斯福德北側注入愛爾蘭海。